# Pawica grabówka
Pawica grabówka (Saturnia pavonia) – owad z rzędu motyli, należący do rodziny pawicowatych. Długość do 45 mm; skrzydła o rozpiętości 50–60 mm.
Owady dorosłe można spotkać w kwietniu i maju. Samice składają jaja na pędach roślin żywicielskich takich jak brzoza, olsza szara, wierzba, topola osika, poziomka, malina, wrzos czy śliwa tarnina. Gąsienice żerują w lipcu i sierpniu. Jako gąsienice są barwy czarnej, później stają się zielone z czarnymi poprzecznymi pasami, a w ostatnim stadium dodatkowo z żółtymi brodawkami, z których wyrastają kępki czarnych szczecinek. Na przełomie sierpnia i września następuje przepoczwarczenie w dużym gruszkowatym kokonie na roślinie żywicielskiej. W kwietniu następnego roku z poczwarek o charakterystycznym gruszkowatym kształcie wychodzą dorosłe owady. Część poczwarek zimuje dwukrotnie.

## Dymorfizm płciowy
Bardzo silny. Samiec żółtobrązowy, samica szara. Oboje z brązowym rysunkiem i charakterystycznym okrągłym pawim oczkiem na każdym ze skrzydeł.
Typowymi biotopami tego motyla są lasy liściaste, mieszane, bory sosnowe i wrzosowiska.

## Galeria

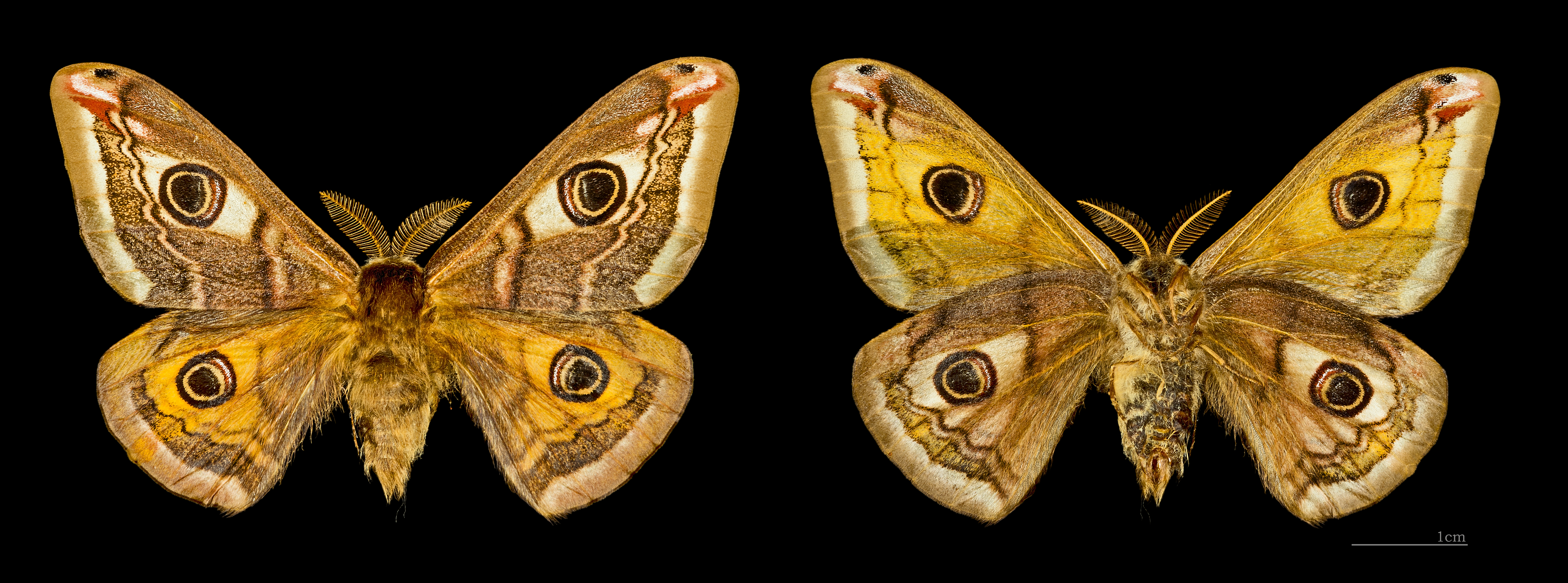
♂
♀

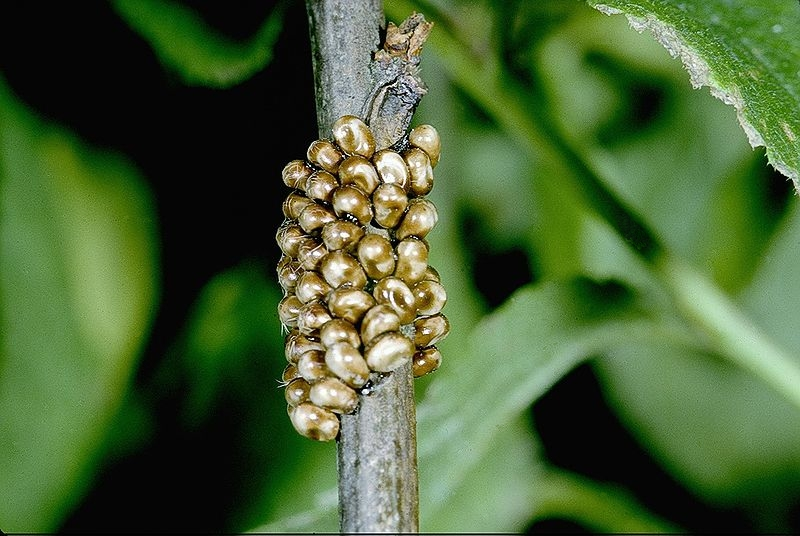
Jaja
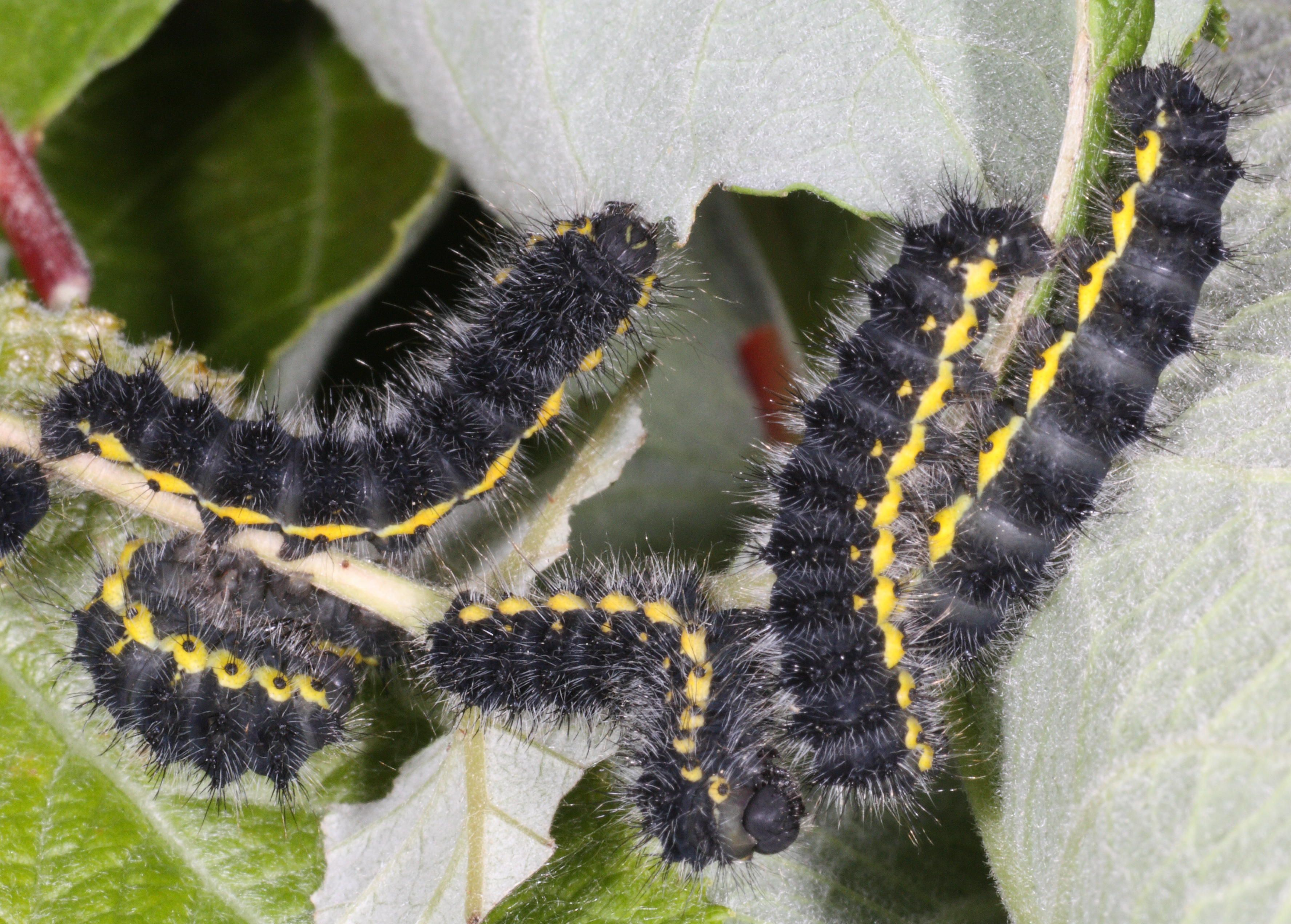
Młode larwy
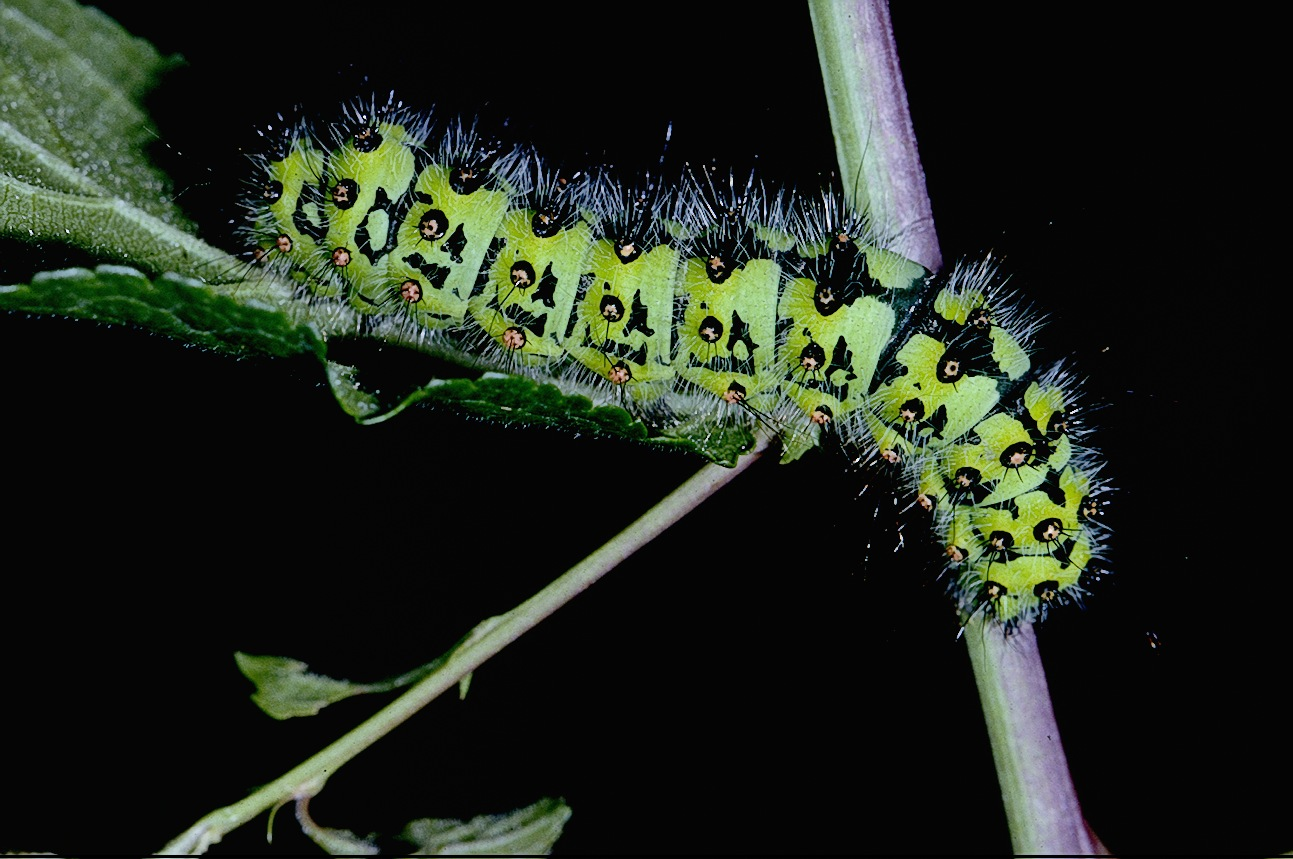
Gąsienica
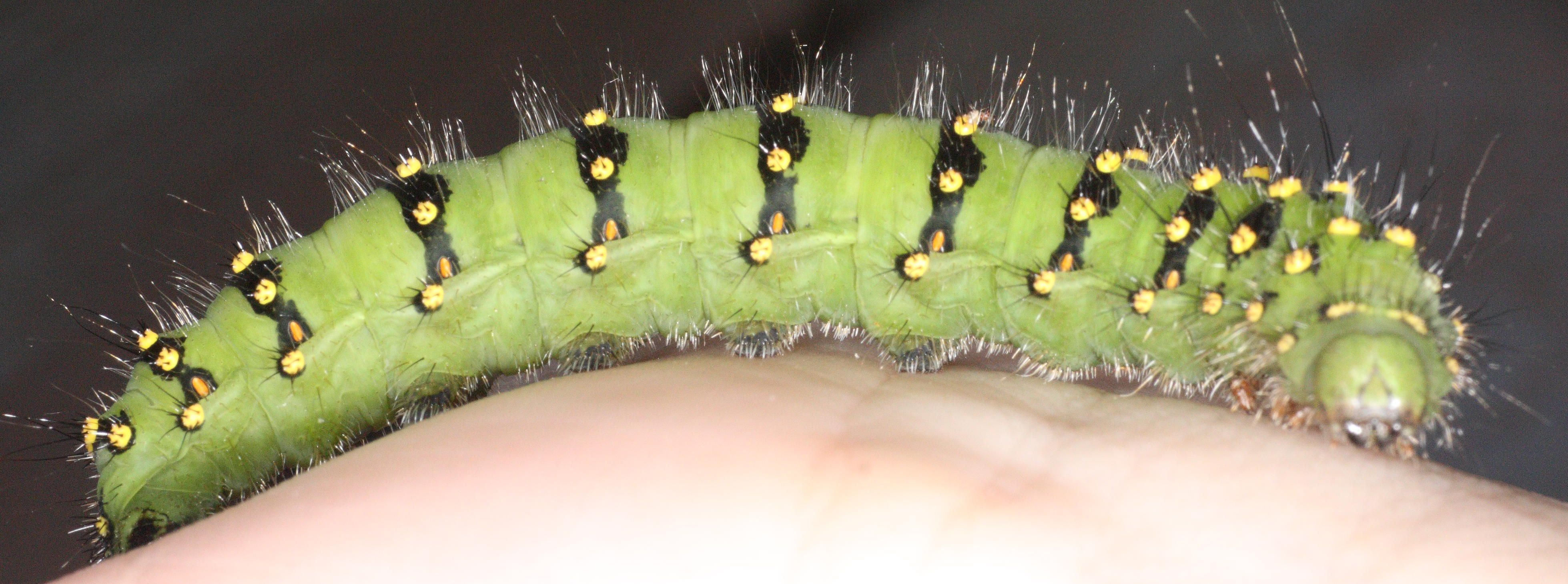
Starsze larwy
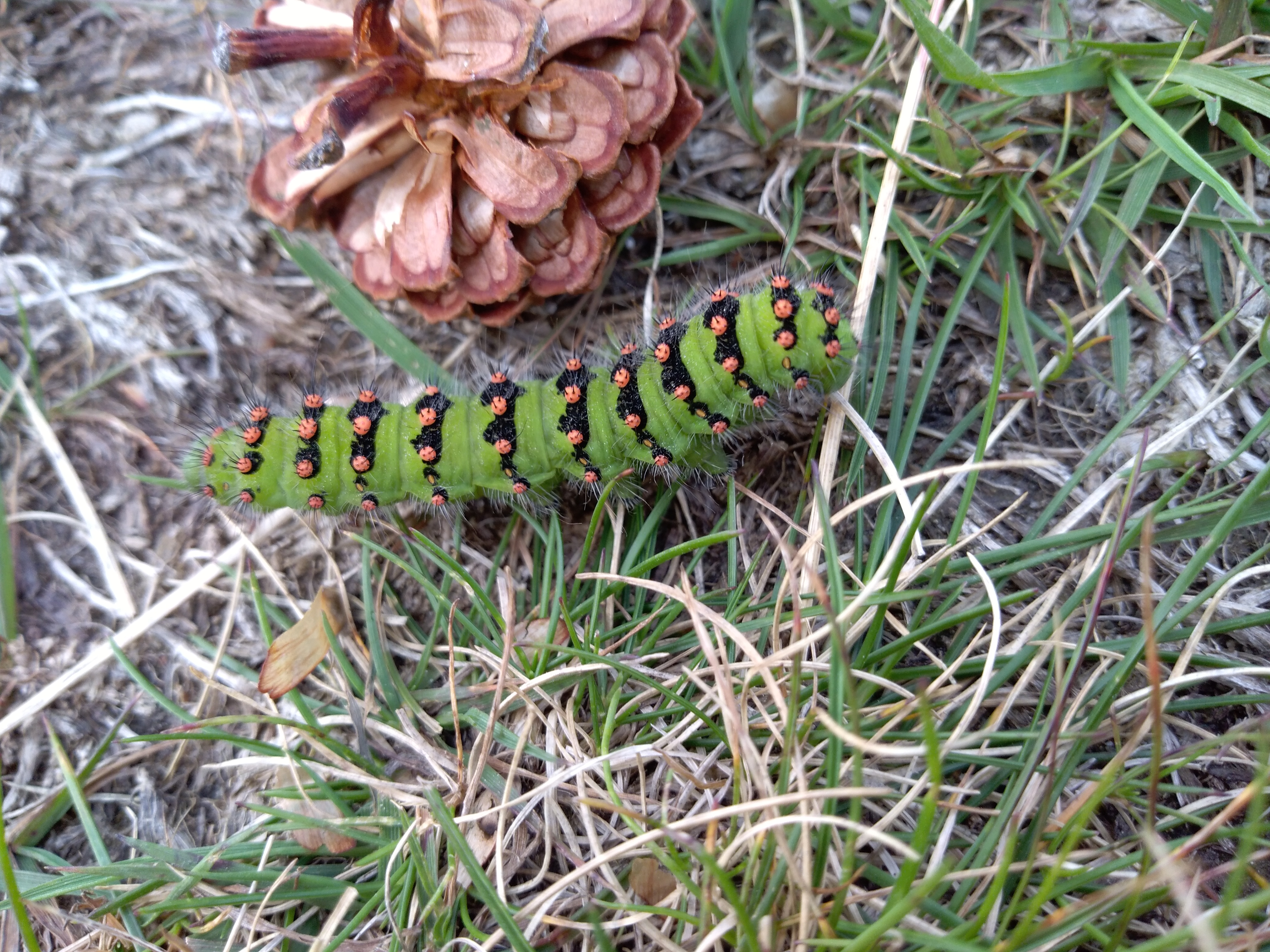
Wędrująca gąsienica (Beskid Żywiecki)
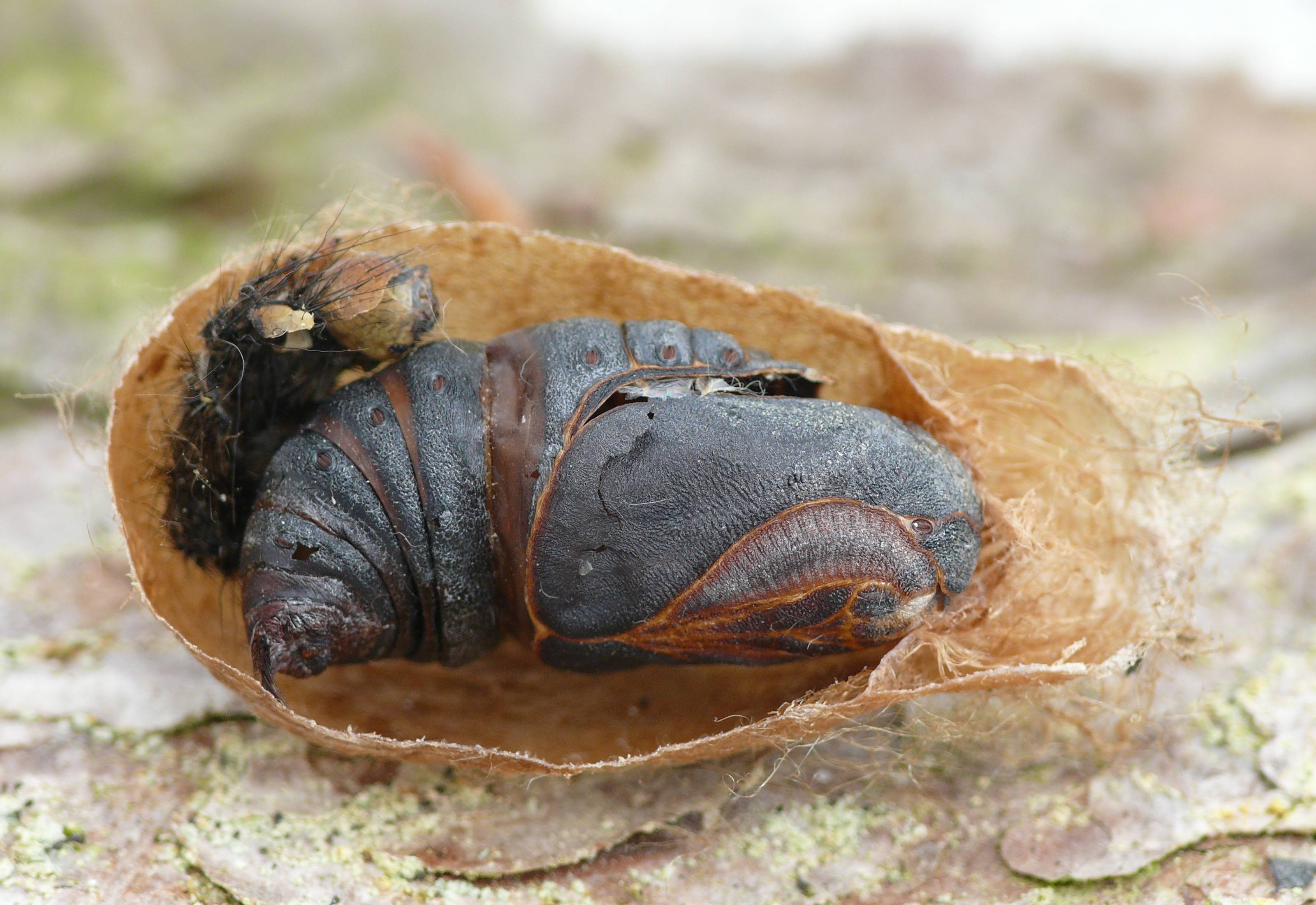
Poczwarka
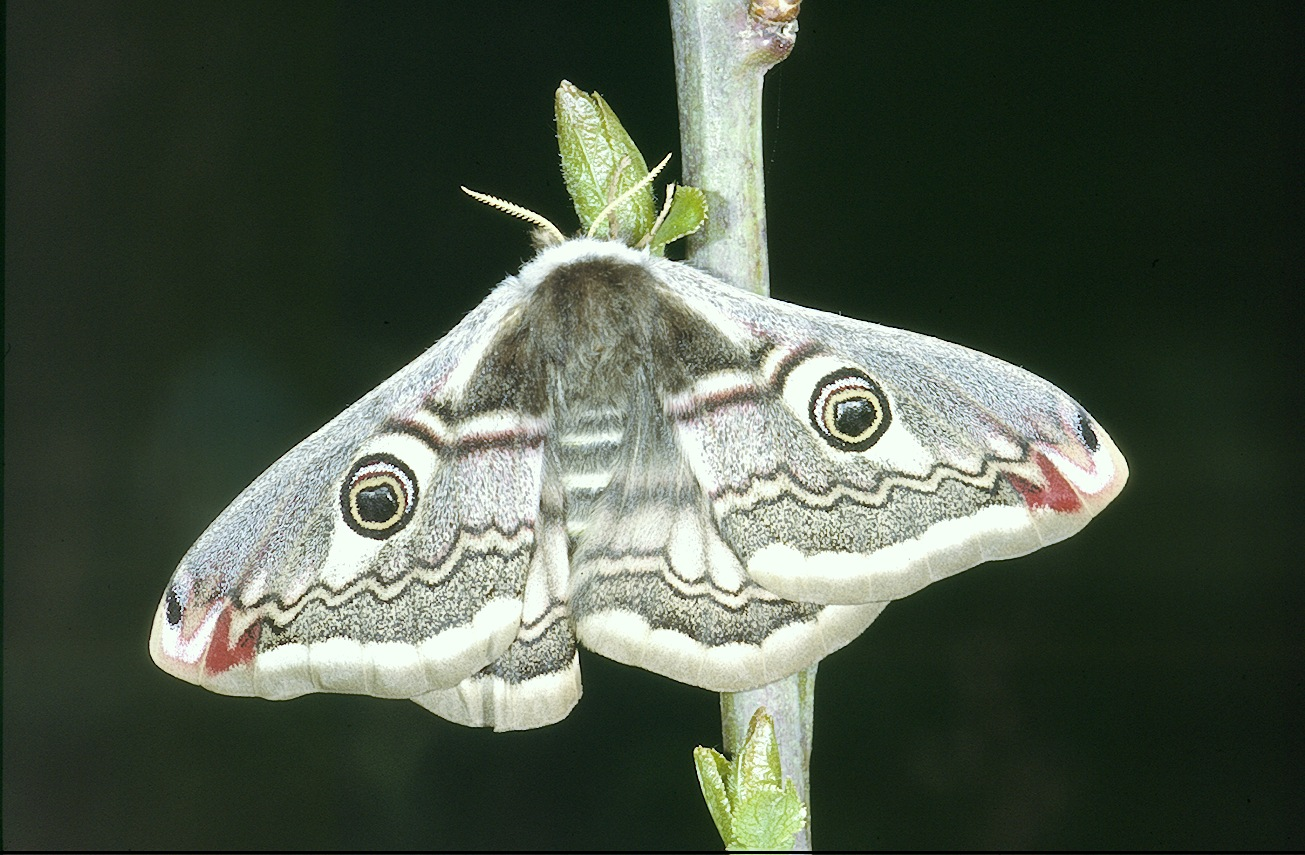
Samica